# Hermann Pichler
Die Hermann Pichler GmbH & Co. KG ist ein deutsches Unternehmen im Bereich Textilwaren mit Fokus auf Tischwäsche und Kissenhüllen. Gegründet wurde das Unternehmen 1866 von Hermann Pichler.

## Geschichte
1866 eröffnete Hermann Pichler das Handelshaus Hermann Pichler am Uracher Marktplatz, dem heutigen historischen Marktplatz des Kurorts Bad Urach am Fuße der Schwäbischen Alb. 1876 nahm das Unternehmen eine mechanische Jacquardweberei in Betrieb. Hierfür wurden Räume in der Stadt Laichingen gemietet.
1879 fertigte das Unternehmen ein „Kaisertuch“ zum 83. Geburtstag von Kaiser Wilhelm I. 1880 gewann es einen ersten Preis auf der Weltausstellung in Sydney. Rund fünf Jahre nachdem der Firmensitz im Jahr 1882 von Urach nach Stuttgart verlegt wurde, starb Hermann Pichler. Sein Schwiegersohn Wilhelm Wagner übernahm die Geschäftsleitung und gründete 1889 die Pichler-Stiftung für bedürftige Weber. Die Familie Wagner führte das Unternehmen bis 2021 in fünfter Generation. Zwischen den Jahren 1938 bis 1940 wurde die firmeneigene Weberei erweitert. 1948 wurde das Wohn- und Verwaltungshaus in Laichingen bezogen, in dem Richard Wagner, Enkel von Wilhelm Wagner, die Geschäftsführung übernahm.
1956 nahm die Firma die Produktion von Frottierwäsche mit neuen Frottierwebmaschinen auf, die maßgeblich dazu beitrug, dass sich die Marke Pichler für Tisch- und Frottierwäsche international etablierte. Der Anhänger „Pichler mit der Flachsblüte“ erlangte über die deutschen Grenzen hinaus Bekanntheit. In den 1980er-Jahren etablierte das Unternehmen Marken wie FLAXY 2000, stellte 1983 auf der Messe Heimtextil in Frankfurt aus und baute die Konzentration auf Tischwäsche weiter aus. 1985 übernahm Thomas Wagner, Sohn von Richard Wagner, die Geschäftsführung. In den 1990er-Jahren folgten ein Ausbau des Standorts Laichingen und die Erweiterung des Sortiments um Accessoires, Plaids, Küchenwäsche und Sofakissen.
2002 meldete die Hermann Pichler GmbH & Co Insolvenz an. Gründe hierfür waren unter anderem Absatzrückgänge bei der Tischwäsche und eine allgemein schlechte Konjunkturentwicklung in den Jahren zuvor. Der Geschäftsbetrieb wurde aber weitergeführt. Die bügelfreien Heimtextilien kamen ab 2003 auf den Markt.
2014 schloss die letzte Weberei des Unternehmens in Laichingen, da sich die Produktion aufgrund von Globalisierung nicht mehr rentierte. Darüber hinaus hatte sich der Markt der Textilien über die Jahre verändert. Beispielsweise waren bis etwa Mitte des 20. Jahrhunderts eine Rolle Leinen und Bettwäsche fester Bestandteil der Aussteuer, die seitdem aber insgesamt unüblich geworden ist.
Das 150. Jubiläum feierte die Hermann Pichler GmbH & Co. KG im Jahr 2016, nachdem sich Kissenhüllen neben dem traditionellen Hauptstandbein von Tischdecken zu einem Umsatzträger entwickelt hatten.
Im Juli 2023 meldete die Hermann Pichler GmbH & Co erneut Insolvenz an.
Im April 2024 wurde bekannt, dass das Unternehmen während des Insolvenzverfahrens per Management-Buy-out an Joseanne Nusser übergeht. Zum 1. Februar 2024 wurde die Namensänderung zu Nusser Textil GmbH wirksam. Joseanne Nusser ist alleinige Gesellschafterin dieser Gesellschaft. Nusser war 2017 als Angestellte in das Unternehmen eingetreten, hatte im Mai 2020 Prokura und im Dezember des Jahres einen Posten als Geschäftsführerin erhalten. Die Produktlinien wurden im Rahmen der Buy-outs beibehalten, der Unternehmenssitz nach Westerheim verlegt. Dabei erfolgte einer Verkleinerung der genutzten Fläche von rund 7000 auf 800 Quadratmeter.

## Fertigung
Die Hermann Pichler GmbH & Co. KG betreibt mit der PIBAY AG ein eigenes Tochterunternehmen in Adana im Südosten der Türkei. Dort findet nicht nur der Großteil des regulären Konfektionsbetriebs statt, die Fertigungsstätte steht darüber hinaus auch Großabnehmern für die Direktbelieferung zur Verfügung.
Ab Mitte 2018 erfolgt die Produktion der Tischwäsche, die noch in Deutschland hergestellt wird, nicht mehr am bisherigen Heimatstandort, sondern gemeinsam mit der Laichinger Firma Wäschekrone im Interkommunalen Industriegebiet von Laichingen.

## Sortiment
Das Sortiment der Hermann Pichler GmbH & Co. KG besteht aus Tischwäsche und Kissen.

### FLAXY
Die Marke FLAXY wurde erstmals 1983 auf der Heimtextil-Messe in Frankfurt präsentiert.

### Die Bügelfreien
Die Produkte aus der Reihe „Die Bügelfreien“ bestehen aus jacquardgewebtem Pikee.

### Die Abwischbaren
Eine Acryl-Mikro-Beschichtung macht die Textilien aus dieser Kategorie schmutzabweisend, wasserundurchlässig und abwischbar.

### Profiline PITEX
Die Profiline PITEX beinhaltet Tischwäsche für Hotels und Gastronomiebetriebe sowie Seniorenresidenzen.

## Besonderheiten
1889 wurde die Pichler-Stiftung für bedürftige Weber von Wilhelm Wagner, Schwiegersohn des Firmengründers Hermann Pichler, ins Leben gerufen.
Zwischen 1895 und 1925 setzte die Hermann Pichler GmbH & Co. KG Entwürfe von Jugendstilkünstlern wie Peter Behrens, Paul Lang, Hans Christiansen für buntgewebte Jacquardtischdecken um. Diese Produkte kamen vor allem in Teehäusern und Wintergärten zum Einsatz.

## Geschäftsführer
1866 bis 1887: Hermann Pichler – Gründer und Geschäftsführer
1887 bis 1906: Wilhelm Wagner – Schwiegersohn von Hermann Pichler
1906 bis 1927: Alfred Wagner – Sohn von Wilhelm Wagner
1927 bis 1948: Elfriede Wagner – Ehefrau von Alfred Wagner, leitete das Unternehmen mit einem Geschäftsführer
1948 bis 1985: Richard Wagner – Ältester Sohn von Alfred Wagner
1985 bis 2021:  Thomas Wagner
seit 2021: Joseanne Nusser

## Belege
1. ↑  Hermann Pichler: Geschäftsbetrieb wird uneingeschränkt fortgeführt. Traditionsreicher Hersteller qualitativ hochwertiger Tischwäsche beantragt Insolvenzverfahren. 20. Juni 2023.
2. ↑  Stil & Markt: Aus Pichler wird Nusser Textil GmbH, 30. April 2024
3. ↑  Gründung der Nusser Textil GmbH, UVZ-Nr. M 1926, Urkundenrolle des Notariats Jörg Munzig, Neu-Ulm, abgerufen über handelsregister.de
4. ↑  Handelsregister A des Amtsgerichts Ulm, Chronologischer Auszug für HRA 2027, abgerufen am 22. Juli 2024
5. ↑  Tischwäsche-Spezialist Pichler startet neu durch, Pressemitteilung auf der Unternehmenswebsite.

Koordinaten: 48° 29′ 16,4″ N, 9° 41′ 24″ O